# Calau-de-bico-amarelo-austral
O Tockus leucomelas, comummente conhecido como calau-de-bico-amarelo-austral, é uma espécie de ave coraciiforme da família dos  Bucerotídeos,  presente nas savanas áridas de África.
É considerada uma ave de médio porte, medindo entre 48 a 60 cm (em idade adulta).